# Effi (Musikprojekt)

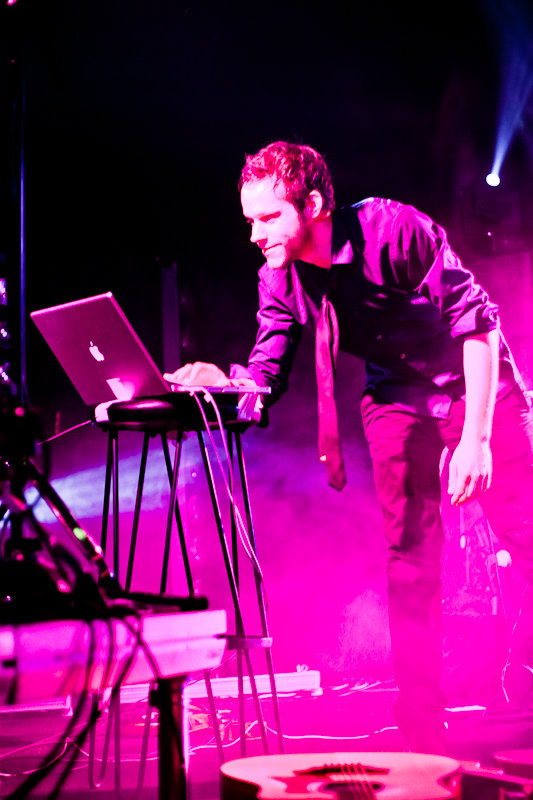
Effi im p.p.c. (2011)

Effi ist ein Musikprojekt des Grazer Musikers Thomas Petritsch. Stilistisch verbindet er dabei elektronische Musik mit Einflüssen aus Jazz und Swing, Reggae und Drum and Bass. Der Name ist dem Roman „Effi Briest“ von Theodor Fontane entlehnt.

## Thomas Petritsch

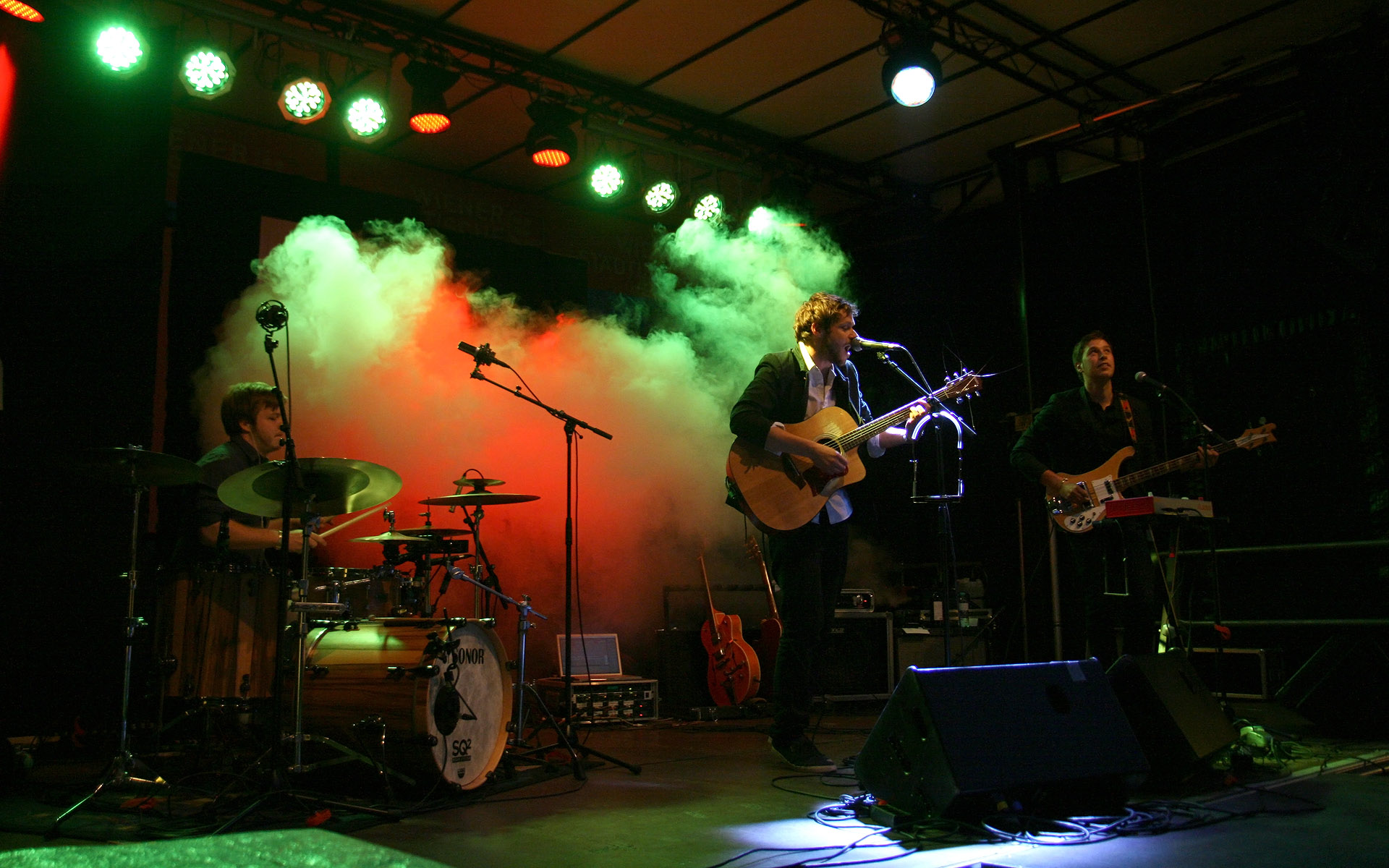
Effi im Trio (Donaukanaltreiben in Wien 2012)

Petritsch lebt in Graz und studiert Germanistik. Zunächst war er Sänger und Gitarrist der Band Goodbye Kitty. Mit dem Soloprojekt Effi wurde er zunächst in Graz bekannt, tourte aber auch bereits in ganz Österreich und in Deutschland. Sein Debütalbum Astronaut erschien 2011, wobei er als Solokünstler neben dem Schreiben der Texte und Kompositionen auch alle Instrumente (Gitarre, Ukulele, Bass, Schlagzeug, Keyboard, Mundharmonika etc.) selbst spielte.
Als Solomusiker nutzt er seinen Laptop als Instrument, auf dem er Loops und Kompositionen abspielt und dazu singt. Live tritt er im Trio mit dem Jazzschlagzeuger Roland Hanslmair und dem Bassisten Martin List oder seit 2013 auch in großer Besetzung mit fünfköpfiger Band auf.
Größere Bekanntheit erlangte er durch den Film Die unabsichtliche Entführung der Frau Elfriede Ott, in dem zwei Lieder aus seinem Debütalbum Astronaut vorkommen. Als Support spielte er bei Konzerten von Paolo Nutini und Joe Cocker.
2015 schrieb er den Titelsong zum Film Planet Ottakring und gründete die Band Granada, die im Herbst 2016 mit dem gleichnamigen Debütalbum in die österreichischen Charts einstieg.

## Diskografie
- 2011: Astronaut (Album)
- 2013: Closer (Album)